# موتور رسول بخش فتيح محمد
موتور رسول بخش فتيح محمد (بالإنجليزية: Mowtowr-e Rasul Bakhsh Fatiyeh Mohammad)‏ هي منطقة سكنية تقع في سيستان وبلوتشستان في إيران. يقدر عدد سكانها بـ 22 نسمة .